# Nola 1925
Il Nola 1925 S.S.D. a r.l. (ufficialmente Flegrea Puteloana), conosciuta semplicemente con il nome di Nola, è una società calcistica italiana con sede a Nola. Milita in Serie D, quarto livello del campionato italiano di calcio.
Ha conosciuto il suo apice nella prima metà degli anni novanta, soprattutto con il settore giovanile (che conquistò lo Scudetto Berretti nel 1993-94 e Allievi nel 1995-96); la prima squadra raggiunse il sesto posto in Serie C1 nella stagione 1994-95, sfiorando i play-off. È stata dichiarata fallita nell'estate del 1996.
Da allora quattro diverse società ne hanno raccolto l'eredità (per altro solo ufficiosamente, non essendoci continuità con la vecchia società). La prima rifondazione è avvenuta nel 1996 con la società Nuova Virtus che, nel corso di 7 anni di attività e attraverso vari cambi di denominazione, ha militato per cinque anni in Eccellenza e per due in Serie D, conquistando, tra l'altro, la Coppa Italia Dilettanti nel 2001.
Dopo la vendita del titolo alla Juve Stabia nel 2002, nel mese di agosto dello stesso anno, da un gruppo di tifosi, fu fondato lo Sporting Nola che venne iscritto al campionato di Terza Categoria. Nel 2004 è stata fondata un'altra società, la Boys Nola (in seguito rinominata Atletico Nola) che, partendo dalla Seconda Categoria, è arrivata in tre anni all'Eccellenza, per poi vincere tale campionato nella stagione 2009-10. Dopo una fallimentare stagione di Serie D, il titolo di questa società è stato venduto ad un club di San Giorgio a Cremano nell'estate del 2011.
Nella stagione 2011-12 la prima squadra di Nola, il Nuvla San Felice, è stata fondata nel giugno del 2011 con la fusione tra la Capriatese e una scuola calcio di San Felice a Cancello. L'anno seguente viene fondata la Real SM Hyria Nola, società che ha acquistato il titolo della Turris, che nella stagione 2012-2013 ha disputato il campionato di Serie D.
Dopo l'ennesimo spostamento del titolo sportivo (questa volta a Vico Equense), nel 2013-2014 lo Sporting Nola (nel frattempo promosso in Promozione) ritorna ad essere la prima squadra e nel 2014, cambia denominazione tornando alla storico nome di "S.S. Nola 1925". Cinque anni più tardi, grazie all'acquisto (per fusione) del titolo sportivo del Savoia il club si iscrive al campionato di Serie D col nome di "S.S. Nola 1925".

## Storia

Il Nola F.B.C. 1927-1928 campione campano U.L.I.C. prima della finalissima meridionale di Palermo.

La prima fondazione avvenne nel 1925 come F.B.C. Nola. Poi dagli anni '70 assume la denominazione di U.S. Nola, e infine negli anni del professionismo (dal 1990 al 1996) modifica definitivamente il nome in S.S. Nola. Dopo il fallimento del 1996 la prima rifondazione (con i nomi di Calcio Virtus Nola 1925, Sanità Nola e Comprensorio Nola) vede l'acquisto di un titolo di Eccellenza e termina nel 2002 con la vendita del titolo sportivo alla Juve Stabia.
La seconda rifondazione con il nome di Sporting Nola avviene nel 2002, con partenza in Terza Categoria.
La terza rifondazione (con i nomi di Boys Nola e Atletico Nola dal 2007) avviene nel 2004, con partenza in Seconda Categoria, e finisce con la vendita del titolo ad una squadra di San Giorgio a Cremano.
Nel 2011 l'ennesima rifondazione, dalla quale nasce il G.S.D. Nuvla San Felice. Nel 2012 avviene un'altra rifondazione, dalla quale nasce l'Hyria Nola.
Infine, nel 2014, lo Sporting Nola torna alla storica denominazione S.S. Nola 1925.

### La prima fondazione

#### Dal 1910 al 1945

L'A.C. Nola 1937-1938

Le prime notizie di squadre calcistiche a Nola si hanno a partire dai primi anni dieci del ventesimo secolo: le prime squadre di cui i giornali dell'epoca parlano sono il Libertas Nola e lo Sporting Club Nola, mentre alcuni testi parlano di una società chiamata Aquilas attiva già nel 1910. Si hanno notizie certe anche di una formazione chiamata Nolana grazie al giornale Risorgimento Nocerino che riporta una gara contro la Nocerina.
L'attività calcistica a Nola ha una lunga pausa a causa dello scoppio della Prima Guerra Mondiale: solo nel 1922 nasce l'Unione Sportiva Nola che disputa il campionato di Terza Categoria. L'Unione Sportiva Nola cambia nome già ad ottobre dello stesso anno divenendo Pro Nola e con questo nome partecipa ai tornei federali fino al 1924. Nel gennaio del 1925 nasce ufficialmente il Nola F.B.C.: tale società sopravvive solo per un anno, chiudendo per fallimento il 26 febbraio 1926. Si tratta, però, di un fallimento pilotato per sfuggire ai debiti con la FIGC: immediatamente rinasce l'Unione Studentesca Nola, che mantiene gli stessi calciatori della precedente società. In seguito a questo episodio, il Nola decide di iscriversi al Campionato ULIC.
Nella stagione 1928 il Nola (che nel frattempo aveva riassunto la denominazione di Nola FBC) disputò un campionato prodigioso: vinse prima il Girone Casertano e poi il Girone Campano, qualificandosi alla Finale Italia Meridionale contro il Palermo. I nolani vinsero per 6-1 qualificandosi alla Finale Centro-Meridionale contro la Virtus Roma, Campione dell'Italia Centrale, la cui vincente avrebbe affrontato per il titolo il Campione del Nord. Il Nola vinse la partita sul campo per 2-0 ma il giudice sportivo lo farà perdere a tavolino per la posizione irregolare di un suo giocatore, Spiltzer (che, in quanto svizzero, non poteva partecipare al campionato ULIC).
Dopo una fugace apparizione in Prima Divisione nel 1928-29, nei successivi anni prima della guerra partecipò ai campionati di II e III Divisione Campana, vincendo consecutivamente il campionato di III Divisione nel 1933-34 e quello di II nel 1934-35.

#### Il secondo dopoguerra
Inattivo durante il secondo conflitto mondiale, riappare nel 1945-46 quando, al termine delle finali regionali del campionato di Prima Divisione, approda alla Serie C. Nonostante la salvezza conquistata nella stagione 1946-47, il Nola l'anno successivo rinuncia alla Serie C per difficoltà economiche; dopo un anno di attività giovanile, riparte dalla Seconda Divisione ottenendo la promozione nel giro di due stagione la Prima Divisione, dove militerà fino alla stagione 1954-55.

#### Dagli anni '50 agli anni '70
Dal 1952-53 disputa il campionato di Prima Divisione campana (sesto livello del campionato italiano) per tre anni consecutivi, arrivando a vincerlo nel 1954-55, approdando così in Promozione campana. Dopo il primo anno di assestamento il Nola vince il girone B nel 1956-57, arrivano in IV Serie (all'epoca campionato interregionale semiprofessionistico). Dopo quattro anni nel massimo campionato dilettantistico, il Nola retrocesse al termine della stagione 1960-61; fino alla stagione 1962-63 militò nel campionato campano di Promozione.
Negli anni successivi si hanno scarse notizie del Nola; dopo una serie di retrocessioni riappare in Promozione solo nel 1969-70. Dopo 5 anni di permanenza vince il campionato 1973-'74, ottenendo la promozione in Serie D. È l'inizio di una lunga permanenza nella categoria, in cui c'è da segnalare il conferimento della stella per i 50 anni di attività, conferita dalla FIGC nel 1975. Tale stella appariva nello stemma del Nola, fino alla scomparsa avvenuta alla fine degli anni novanta del XX secolo.

#### L'arrivo tra i professionisti
Dal 1974-'75 il Nola milita stabilmente in Serie D, disputando, nella maggior parte dei casi, dei campionati di classifica medio-bassa; da segnalare il cambio di denominazione da US Nola a Società Sportiva Nola. Le cose cambiano con il campionato 1983-'84, quando il Nola, dopo una lunga rimonta, finisce il campionato in seconda posizione. L'anno dopo il Nola rimane a lungo imbattuto ma a 10 giornate dalla fine il Nola incappa in una serie di sconfitte esterne che, unite alla serie di vittorie della capoclassifica Giugliano, costano ai bianconeri la vittoria del campionato.
La promozione arriverà lo stesso a causa della rinuncia del Giugliano ad iscriversi al campionati di Serie C2, a causa della pessima situazione finanziaria; lo stesso Giugliano sarà definitivamente estromesso dai campionati con l'accusa di aver dato premi alle squadre avversarie del Nola.

#### Dalla Serie C2 alla Serie C1
Appena arrivato nella Serie C2, il Nola sfiora la promozione in Serie C1, finendo terzo dietro le promosse Nocerina e Reggina: in quella stagione l'attaccante bianconero Walter Chiarella vinse il titolo di capocannoniere segnando 20 reti. Nelle stagioni successive il Nola conclude sempre il campionato con salvezze e posizioni di metà classifica.
Nel 1989-90 arriva la promozione in Serie C1: dopo un campionato condotta in testa insieme alla Battipagliese il Nola ottiene la Serie C1 con una giornata di anticipo, concludendo in seconda posizione e distanziando di tre punti il Frosinone.

#### Dalla Serie C1 al fallimento
In Serie C1 i bianconeri hanno sempre faticato a raggiungere la salvezza: già nel primo anno sono costretti allo spareggio con il Catanzaro, disputato a Lecce e per altro perso; la squadra ugualmente conserverà la categoria grazie alla retrocessione dello stesso Catanzaro, penalizzato di tre punti per illecito sportivo.
Al secondo anno di Serie C1, con Franco Varrella allenatore, la squadra arriva decima, subendo solo due reti in 17 incontri casalinghi (per altro entrambi nella stessa partita: lo 0-2 contro l'Ischia).
Anche l'anno successivo la salvezza arrivò solo nelle ultime giornate, mentre nel 1993-94 fu ripescata dopo aver perso i play-out contro il Siracusa. Nel frattempo, però, si afferma ai massimi livelli grazie al settore giovanile con il quale vince diversi titoli nazionali sia nella categoria Allievi che Beretti, tanto da meritare l'invito al Torneo di Viareggio sia nel 1995 che nel 1996. Da quel settore giovanile verranno fuori giocatori come Felice Foglia, Vincenzo Sommese, Francesco Tavano e Antonio Bocchetti.
Proprio la stagione 1994-95 rappresenta il punto più alto della storia del calcio nolano; oltre alla partecipazione al torneo di Viareggio (dove per altro fu rocambolescamente eliminato dal Milan al primo turno), la prima squadra, puntando sui tanti giovani del vivaio, arriva ai primi posti in classifica, rimanendo a lungo seconda e tra le prime cinque per tutto il campionato. Proprio all'ultima giornata il pareggio a Casarano costa al Nola l'accesso ai play-off a vantaggio del Siracusa (per altro scomparso per problemi finanziari di lì a pochi giorni).
L'anno successivo è quello della definitiva retrocessione e del successivo fallimento: la squadra finisce terz'ultima, perdendo i play-out contro la Juve Stabia; alla retrocessione segue il fallimento per debiti.

### Le successive rifondazioni

#### Dalla rinascita alla vendita del titolo sportivo (1996-2002)
Nel 1996 un gruppo di imprenditori nolani fece immediatamente ripartire il Nola dall'Eccellenza acquisendo il titolo di una squadra di Castel San Giorgio, rinominandola Associazione Calcio Nuova Virtus (ufficiosamente conosciuto come Virtus Nola 1925). Dopo un anno a centro classifica in Eccellenza (sesto posto finale) i dirigenti acquistano per 300 milioni di lire il titolo sportivo del Sanità Napoli, militante in Serie D (allora denominata Campionato Nazionale Dilettanti) partecipando al successivo campionato come Sanità Nola; la stagione si concluse, però, con un quart'ultimo posto e quindi con l'immediata retrocessione in Eccellenza.
Dopo tre anni in Eccellenza (vissuti nelle prime posizioni in classifica), nel campionato 2000-01 il Nola (denominato Associazione Calcio Comprensorio Vesuvio Nola  dalla stagione 1998-99) vince la Coppa Italia Campana e poi quella nazionale (battendo la Caratese 2-1 nella finale di Figline Valdarno) di Eccellenza e Promozione, conquistando, così, la promozione diretta in Serie D.
L'anno successivo la squadra si salva con una giornata di anticipo, nonostante due sconfitte a tavolino (contro Terzigno e Matera), ma il titolo sportivo viene ceduto alla Juve Stabia (che all'epoca era scomparsa dal panorama nazionale).

#### Sporting Nola (dal 2002)
Vista l'assenza di squadre nolane, un gruppo di ultras e affezionati nel 2002 riparte dalla Terza Categoria con una nuova società, lo Sporting Nola. Nell'annata 2013-2014 lo Sporting Nola diventerà la prima squadra cittadina, visto che l'Hyria Nola cederà il titolo sportivo al Vico Equense. Lo Sporting giocherà per la prima volta nel campionato di Promozione da neopromosso.

#### Altre società

##### Dal Boys Nola all'Atletico Nola (2004-2012)
Nel 2004 nasce il Boys Nola che, acquisendo il titolo di una società di Seconda Categoria comincia dal penultimo livello calcistico in Italia. Vince agevolmente questo campionato nel 2004-05 (29 vittorie e un pareggio in 30 partite) e quello 2005-06 di Prima Categoria (10 punti di vantaggio sulla seconda), passando così in Promozione.
In questa serie vi resta un solo anno, classificandosi terzo, perché grazie alla fusione con l'Atletico, società d'Eccellenza, nella stagione 2007-'08 approda in questo campionato, cambiando denominazione in Atletico Nola. Nei due anni successivi l'Atletico partecipa ad alti livelli al campionato campano di Eccellenza, mancando la promozione in Serie D sempre ai play-off (il primo anno a quelli regionali, il secondo a quelli nazionali). Nella stagione 2009-2010, alla terza partecipazione consecutiva, l'A.S.D. Atletico Nola 1925 partecipa al Campionato d'Eccellenza Campana Girone A, vincendolo, e approda così alla Serie D tornando di nuovo alla ribalta nazionale.
Qui, però, a causa di problemi societari, la squadra viene fatta e disfatta più volte, con un andirivieni continuo di calciatori e tecnici (più di dieci nel solo girone d'andata); il campionato viene comunque portato a termine pro forma, con la squadra che, dalla decima giornata in poi, perde tutte le partite tranne una, retrocedendo in Eccellenza con molte giornate di anticipo.
A fine stagione il titolo è ufficiosamente passato ad una squadra di San Giorgio a Cremano, fino al 2010-2011 nota come Atletico Vesuvio: l'Atletico Nola è quindi regolarmente iscritto al campionato di Eccellenza Campania 2011-2012; dal 2012-2013 riassunse la denominazione di Atletico Vesuvio.

##### Nuvla San Felice (2011-2012)
Nel giugno 2011 l'imprenditore stabiese Giuseppe Giugliano decide di investire nel calcio a Nola, acquisendo il titolo di Serie D della Capriatese (squadra di Capriati a Volturno) e la fonde con una scuola calcio di San Felice a Cancello, dando luogo al Nuvla San Felice che ha militato in Serie D. L'operazione è stata possibile perché Capriati e San Felice sono entrambe della provincia di Caserta e quest'ultima confina con il territorio comunale di Nola. Al termine della stagione di esordio, condotta ai vertici e terminata al 6º posto, ai margini della zona play-off (anche per la rinuncia a partecipare alla penultima gara contro il Palazzolo per protesta contro il sindaco Geremia Biancardi che si dimostra ostile alla società), arriva la notizia che il Patron Giugliano affida il Nuvla ad un commissario, Roberto Ucci, che fissa una data in cui si può presentare una richiesta per investire nella società. Il 5 luglio 2012, Giugliano cede il titolo alla squadra casertana della Gladiator: nasce così il San Felice Gladiator.

##### Hyria Nola (2012-2013)
Il 12 luglio 2012 si ha la notizia che, Rosario Gaglione, presidente della Turris di Torre del Greco, porta il titolo di Serie D della squadra corallina a Nola, formando così l'Hyria Nola. Nella stagione 2012-13 il Nola ha affrontato il girone G campano-sardo-laziale; termina il campionato al quindicesimo posto in graduatoria, a pari punti con il Selargius. Si è salvato ai play-out contro l'Anziolavinio vincendo in casa 3-1 (partita disputatasi allo stadio Pasquale Ianniello di Frattamaggiore per inagibilità dello Sporting) e pareggiando 2-2 ad Anzio.
Il 12 luglio Gaglione comunica di aver ceduto il titolo sportivo allo Stasia, chiudendo dopo un solo anno l'avventura dell'Hyria. Successivamente, nel mese di agosto lo stesso Gaglione comunica l'intenzione di spostare il titolo a Vico Equense, mantenendo solo formalmente il nome di "Hyria".

#### Lo Sporting diventa "S.S. Nola 1925"
Per la stagione 2013-2014, la prima società di Nola torna ad essere lo Sporting Nola, militante in Promozione; dopo aver ottenuto una tranquilla salvezza, il 4 luglio 2014 la società cambia denominazione in S.S. Nola 1925. Nella stagione 2015-2016 affronta il campionato di Promozione terminando la stagione al secondo posto e vincendo i play off regionali in finale contro il Paolisi, approdando dunque in Eccellenza. Nella stagione 2016/17 si salva all'ultima giornata pareggiando in trasferta a Castel San Giorgio. Il 15 febbraio 2018 disputa la finale di Coppa Italia Regionale sul campo neutro di Pagani contro il Savoia vedendo sconfitto per 4-2 ai calci di rigore, dopo che i tempi regolamentari si erano conclusi con il risultato di 1-1. La stagione si concluderà al quarto posto perdendo la finale play-off per accedere al campionato di Serie D sul campo dell'Agropoli per 1-0 dopo i tempi supplementari.
Nell'estate 2018, avviene un valzer di titoli sportivi in Campania: tra gli altri il Savoia acquisisce il titolo dell'Ercolanese (che a sua volta rimane in D con il titolo sportivo della Frattese), di conseguenza lascia il titolo al Nola che viene fuso, dando luogo ad una società di D.
La nuova società viene collocata nel girone H. Alla prima stagione nella quarta serie, il Nola arranca nei bassifondi nonostante l'arrivo di giocatori quali Gennaro Troianiello, Raffaele Gragnaniello ed Emanuele D'Anna, finendo il campionato al quart'ultimo posto e ottenendo la salvezza solo grazie alla vittoria in trasferta nel play-out contro la Sarnese. Il canovaccio si ripete nella stagione successiva, quando a guidare il Nola è Gianluca Esposito, ex giocatore delle giovanili che col Nola vinse lo scudetto Beretti. La situazione cambia col mercato invernale: i rinforzi consentono al Nola di passare dal penultimo posto a metà classifica; l'ultimo incontro, prima della interruzione per la Pandemia di COVID-19 è la sconfitta contro il Palermo che lascia la squadra in nona posizione, garantendo una tranquilla salvezza.
La stagione 2020/2021 vede, infine, il Nola retrocesso in Eccellenza dopo una cattiva gestione tecnica: partito Pezzella in panchina, la squadra totalizza appena un punto in quattro gare, costringendo il tecnico alle dimissioni, sostituito da Rosario Campana. Col nuovo allenatore i bianconeri inanellano buoni risultati, il che garantirebbe una salvezza relativamente tranquilla, anche in considerazione dell'abolizione dei play-out, con le retrocessioni limitate alle ultime due squadre, ma a sorpresa Campana viene costretto a dimettersi a cinque giornate dalla fine. Il Nola naufraga subendo reti a ripetizioni e prendendo cinque reti persino dal già retrocesso Giugliano, finendo penultima. D'estate, però, arriva il ripescaggio, col presidente Alfonso De Lucia che decide di sedersi in panchina. L'avvio di campionato è una riedizione della stagione precedente, col Nola che arranca nei bassifondi e con la peggiore difesa; l'arrivo in società del nuovo presidente Luigi Nappi porta all'allontanamento di De Lucia sia come tecnico che come dirigente.
Nella stagione 2021/2022 il Nola viene inserito nel Girone H e, con un campionato un po’ altalenante, chiude al 9º posto in classifica con 51 punti (a 7 punti dai playoff) anche grazie alle reti di Antonio D’Angelo e Simone Figliolia (11 reti a resta).
La stagione 2022/2023 sembra dover essere la stagione del salto di qualità del club presidenziato da Luigi Nappi. Infatti il club acquista giocatori come Domenico Maggio (Miglior attaccante della Serie D l’anno precedente) e l’ex Napoli e Lille Ciro Palmieri, come allenatore viene scelto Antonio Rogazzo (vice di Fabio Cannavaro in Cina). La squadra parte abbastanza bene perdendo una sola partita nelle prime 6, ma le successive 2 sconfitte portano all’esonero di Rogazzo e all’assunzione di Giovanni Cavallaro come nuovo allenatore del club. Il cambio in panchina non porta risultati e dopo 11 partite (con 7 sconfitte) il Nola (ultimo in classifica) esonera anche Cavallaro e assume l’esperto Giuseppe Ferazzoli. Nel mentre, nel mercato invernale, partono molti pezzi pregiati del club bruniano; ciò porta la società a intervenire in maniera netta sul mercato. Nonostante la rivoluzione di metà stagione Ferazzoli conclude il campionato in un quasi più impensabile terzultimo posto, grazie anche alle reti di Sparacello (10) arrivato a gennaio per sostituire il partente Maggio. Il terzultimo posto in classifica avrebbe dovuto portare alla disputa dei playout, ma in virtù del nuovo regolamento in caso di parità di punti, il Nola è costretto a giocare uno spareggio su campo neutro contro il Pomezia. Il match terminerà 1-0 in favore della squadra laziale e il Nola retrocede in Eccellenza dopo 5 stagioni nella massima serie dilettantistica.
Nella stagione 2023/2024 il Nola riparte dal campionato di Eccellenza con l’obiettivo di ritornare subito in Serie D. A inizio stagione il club di Luigi Nappi, in difficoltà economiche dopo la deludente stagione precedente, trova aiuti finanziari dall’ex socio e fratello del presidente della Juve Stabia, Giuseppe Langella. Grazie all’aiuto di Langella il Nola riesce a formare una squadra forte per la categoria (acquista Dell’Orfanello, Maraucci, Marin, Biason, il “Ninja” Esposito e Pozzebon) e assume Luigi Sanchez come allenatore. Nel mentre a ottobre Giuseppe Langella acquista definitivamente il club divenendone presidente. La squadra in campionato va bene, ma non riesce mai a fare quel qualcosa in più per riuscire a raggiungere una promozione diretta. Sul finire della stagione, però, il presidente esonera Luigi Sanchez dopo dei diverbi successivi a una sconfitta in campionato e assume come allenatore Karel Zeman, che termina la regular season con 0 sconfitte e un terzo posto in classifica dietro alla corazzata Acerrana e al Pompei. In virtù dei tanti punti di vantaggio sul 4º posto, Nola e Pompei si sfidarono direttamente in finale play-off. Il Pompei vince questa partita 2-0 con due gol in 1 minuto sul finire del match e acquisisce il diritto a giocare la fase nazionale dei play-off.
Dopo la delusione per la mancata promozione nella stagione 2023/2024, il presidente Giuseppe Langella decide di non comprare nessun titolo sportivo e di voler portare il Nola in D sul campo nell’anno del centenario. Inizia così la sua prima intera stagione da presidente, che inizia col ritorno al vecchio logo e con la costruzione di una squadra molto forte per provare a vincere il campionato (vengono confermati il capitano Biason, Pozzebon e Dell’Orfanello e arrivano Varsi, Caccavallo, Melillo e Davide Costanzo). Come allenatore viene scelto Francesco Farina, fresco vincitore del campionato di Eccellenza Campania Girone B e della Coppa Italia di Eccellenza Campania con la Sarnese. Il Nola parte molto bene in campionato e lotta insieme all’Afragolese per il 1º posto del torneo, ma nel mese di novembre viene esonerato l’allenatore per i troppo pareggi che hanno visto il Nola scendere al 3º posto dietro alla Real Forio. Al suo posto viene assunto (nuovamente) Karel Zeman, ma ciò porta a un malcontento tra alcuni giocatori, che saranno poi ceduti (Cassandro, Dentice e Pozzebon). Il Nola si ritrova quindi nel mercato di gennaio a dover nuovamente ricostruire l’ossatura della squadra e acquista Castagna, Lepre e Mancini dal Portici, il portiere Moccia dall’Acerrana e Mansi dal Costa D’Amalfi. Zeman comincia nuovamente bene sulla panchina del Nola e a gennaio riporta il Nola al 2º posto (a -4 dall’Afragolese) e in finale di Coppa Italia di Eccellenza Campania (completando il lavoro svolto da Farina in questa competizione).
Nel giugno 2025 acquisisce il titolo sportivo della Puteolana iscrivendosi cosi in Serie D, col nome di Flegrea Puteolana.

## Colori e simboli
I colori del Nola sono bianco e nero a strisce verticali, fin dalla fondazione, come testimoniano le foto d'epoca. I colori della maglia di trasferta variano di anno in anno, con il bianco e il rosso spesso utilizzati nelle ultime stagioni.
Lo stemma della squadra è variato molto nel corso degli ultimi anni, con le continue rifondazioni. Quello storico prevede, fin dal 1975, un semplice ovale bianconero a strisce verticali (sul modello della maglia), con la scritta centrale SS Nola 1925 e una stella nella parte superiore.
Nell'annata 2018-2019, alla presentazione ufficiale della nuova società, viene presentato al pubblico il nuovo stemma. Nel nuovo logo bianconero sono condensati i tratti distintivi della città, con la lettera N sormontata dall’inconfondibile skyline di Piazza Duomo in occasione della Festa dei Gigli, e sorretta dall’anno di fondazione. 

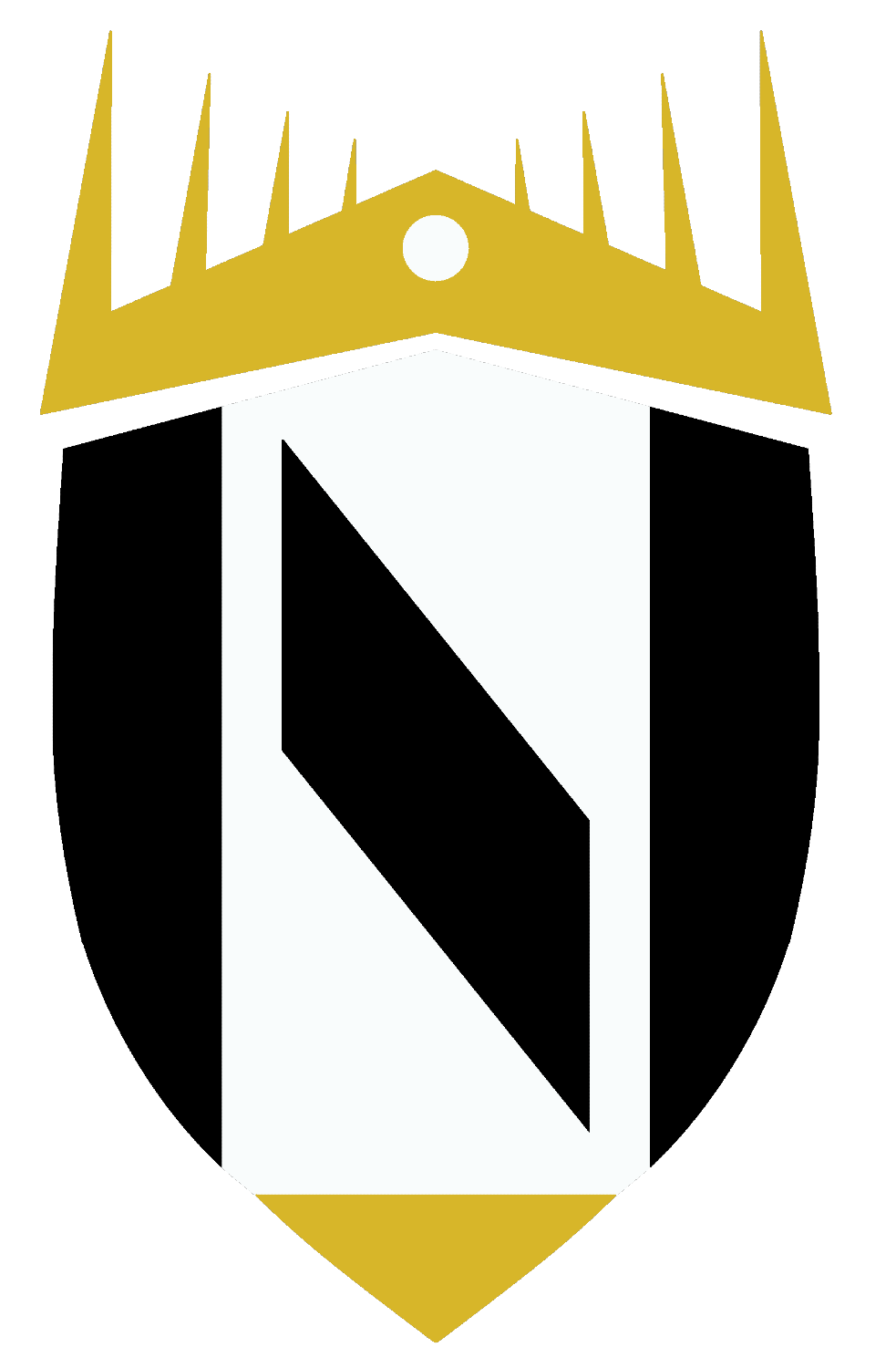
Logo della squadra SS Nola 1925 in uso dal 2018 al 2024

Nella stagione 2024-2025 il Nola torna al logo storico caratterizzato da un ovale a strisce bianconere, con la stella in alto, la scritta S.S. Nola al centro su di una fascia bianca e l’anno di fondazione nella parte bassa, così da simboleggiare un ritorno al tradizionale e al grande passato della Nola calcistica.

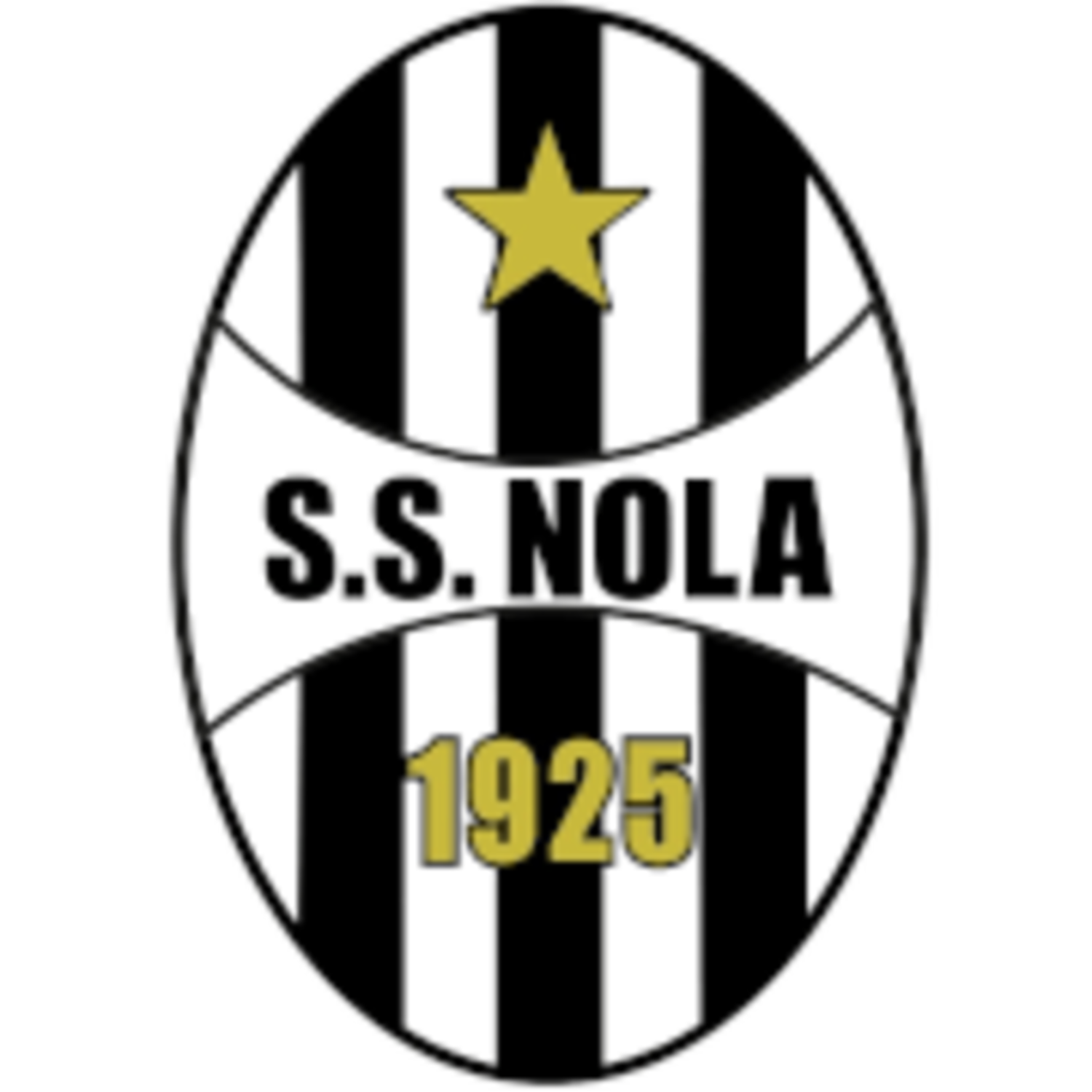
Logo della squadra SS Nola 1925 in uso dal 2024

## Strutture

### Stadio
Nel corso degli anni e fino al secondo dopoguerra il Nola ha utilizzato varie strutture sportive come campo di gioco: si sono succedute le strutture di piazza d'armi, del Liceo Carducci e del rione Stella.

#### Comunale di Piazza d'Armi
In seguito alla sua inaugurazione avvenuta nel 1955, lo stadio Comunale di Piazza d'Armi è sempre stato sede di allenamenti e partite della prima squadra. La capienza dello stadio, dopo varie ristrutturazioni, poteva ospitare oltre a 5.000 persone: nel periodo di suo massimo splendore il Comunale era dotata di un'ampia tribuna coperta, di una curva in legno (detta Curva Ferrovia) per i tifosi di casa e di un settore distinti per gli ospiti, sormontata da una tribuna stampa; era inoltre presente una piccola tribunetta coperta sul lato degli spogliatoi (opposta a quella della curva) riservata ai dirigenti. In seguito al fallimento del Nola del 1996 è stata abbandonata e smantellata la storica Curva Ferrovia; lo stadio è stato usato dal Comprensorio Nola anche durante la seconda rifondazione.
Dopo la vendita del titolo nel 2002, lo Sporting Nola optò per il centro sportivo Sporting Club di via Seminario (sede, in passato, degli allenamenti del Comprensorio Nola e della sua Juniores); il Comunale venne utilizzato nei successivi due anni dalla terza squadra di Saviano (l'International Security Service Sant'Erasmo) e perse per incuria il suo manto erboso.
Dal 2004 al 2007 il Comunale tornò ad essere la sede della prima squadra di Nola (la Boys Nola), ma dal 2007 venne definitivamente abbandonato per far posto alla futura Cittadella della Cartapesta.
Settori dello stadio
- Tribuna (2.500 persone)
- Distinti (1.500 persone)
- Curva Ferrovia (1.000 persone)
- Curva Dirigenti (200 persone)

#### Sporting Club
La Boys, nel frattempo divenuto Atletico, si trasferì allo Sporting Club, che dal 2007 è stato attrezzato con un manto in erba naturale. Con la promozione dell'Atletico Nola in Serie D cominciano nel 2010 i lavori per l'installazione dell'erba sintetica: tali lavori si sono prorogati per tutta la stagione 2010-2011, costringendo ad una stagione di trasferte forzate tutte le formazioni nolane. Nella stagione 2011-12 il rinnovato Sporting Club è stato ufficialmente inaugurato dal Nuvla San Felice nella gara, persa con il Licata, valida per la seconda giornata di campionato. La struttura presenta una tribuna non coperta con annesso piccolo settore dedicato ai tifosi di casa; sul lato opposto agli spogliatoi è presente una piccola curva riservata ai tifosi ospiti. Nell'agosto del 2012 è stato presentato un progetto per consentire i lavori di ampliamento dello Sporting iniziati a metà agosto con lo smantellamento della curva dei tifosi di casa per poi annettere alla tribuna centrale due tribune in ferro. Lavori iniziati ma poi sospesi per tutto l'arco del campionato 2012-2013 costringendo le società nolane a circa 15 mesi di partite a "porte chiuse". Lavori poi ultimati nell'estate del 2014. La struttura può ora ospitare circa 1296 spettatori.
Settori dello stadio:
- Tribuna (500 posti)
- Laterale Sud (240 posti)
- Laterale Nord (240 posti)
- Settore ospiti (316 posti)

## Allenatori e presidenti
- 1910-1916  Ugo Milo
- 1916-1919  Guglielmo Avolio
- 1919-1920  Sirignano
- 1921-1924  Carmine Minieri
- 1924-1927  Giuseppe Greco
- 1927-1928  Guglielmo Avolio
- 1928-1929  Raffaele Avella ed  Ernesto Ghisi
 Jean Steiger
- 1929-1930  Eugenio Giay
- 1930-1931  Alessandro Savelli
 Giovanni Audisio
- 1931-1932  Aniello Allocca
- 1932-1934  Giovanni Audisio
- 1934-1936  Onofrio Napolitano
- 1936-1937  Emilio Vecchione
- 1937-1938  Paulo Innocenti ed  Eugenio Giay
- 1938-1941  Onofrio Napoletano
- 1941-1942  ing. Lombardi
- 1942-1943  Antonio Felice Franzese
- 1944-1945  Vittorio e Pinotto Grauso
- 1945-1946  Luigi De Manes
- 1946-1947  Valerio Gravisi
 Aldo Querci
- 1947-1948  Gabriele Mazzeo
 Gennaro Scala
- 1948-1949  Gabriele Mazzeo
 Arnaldo Sentimenti
- 1949-1950  Arnaldo Sentimenti
 Alessandro Fusco
- 1951-1952  Gabriele Mazzeo
- 1953-1954  Bruno Quintavalle
- 1954-1956  Aldo Querci
- 1956-1957  Silverio Tricoli
- 1957-1959  Renzo Cavallina
- 1959-1960  Domenico De Nicola
 Silverio Tricoli
- 1960-1961  Silverio Tricoli
 Gabriele Mazzeo
- 1961-1962  Aldo Querci
- 1962-1963  Antonio Felice Franzese
- 1963-1964  Antonio Felice Franzese
 Aniello Avella
- 1964-1965  Carmine Avella
- 1965-1966  Paolo Jacobini
- 1966-1969  Gabriele Mazzeo
- 1970-1971  Elio Palma
- 1971-1973  Gabriele Mazzeo
- 1973-1974  Dario Ciccone
- 1974-1975  Carmine Tascone
- 1975-1976  Claudio Tobia
- 1976-1977  Silvano Scarnicci
- 1977-1978  Glauco Tomasin
- 1978-1979  Sandro Nedi
 Giuseppe Di Pietro
- 1979-1980  Felice Morisco
- 1980-1981  Giovanni Buonanno
- 1981-1982  Primo Ravaglia
 Dante Portelli
- 1982-1983  Franco Portelli
 Schettino
- 1983-1984  Aldo Bet
- 1984-1985  Elia Greco
- 1985-1986  Franco Villa
 Alfredo Ballarò
- 1986-1987  Alfredo Ballarò
- 1987-1988  Carlo Orlandi
- 1988-1989  Elia Greco
 Lucio Mujesan
- 1989-1990  Giovanni Simonelli
- 1990-1991  Pietro Santin
 Francesco Scorsa
- 1991-1992  Franco Varrella
- 1992-1993  Carlo Orlandi
 Salvatore Di Somma
 Salvatore Esposito
- 1993-1994  Francesco Scorsa
 Vincenzo Di Costanzo
 Francesco Stanzione
- 1994-1995  Francesco Specchia
- 1995-1996  Giovanni Simonelli
 Carmelo Bagnato
- 1996-1997  Felice Morico
 Nino Scarfato
 Stefano Miele
 Flaminio De Biase
 Cecco Salvati
- 1997-1998  Carmelo Condemi
 Tremistocle Tomaselli
 Francesco Di Benedetto
- 1998-1999  Franco Fabiano
 Vincenzo Testa
 Giuseppe Tortora
- 1999-2000  Gaetano Ferrara
- 2000-2001  Gaetano Ferrara
 Francesco Massaro
- 2001-2002  Francesco Massaro
 Claudio Pirone
- 2002-2004  Andrea Marotta
- 2004-2006  Nicola Litto
- 2006-2007  Nicola Litto
 Massimo Agovino
 Franco Villa
- 2007-2008  Franco Villa
 Mario Silvestri
 Amerigo Ferrara
 Salvatore Marra
- 2008-2009  Stefano Liquidato
- 2009-2010  Luigi Sorianiello
 Francesco Tudisco
- 2010-2011  Sergio La Cava
 Giuseppe Nunziata
 Mimì Gargiulo
 Alberto Savino
 Gerardo Viscido
 Andrea Ciaramella
 Carmine Cutolo
 Roberto Muto
 Giovanni Baratto
- 2011-2012  Vincenzo Di Maio
- 2012-2013  Pasquale Esposito
- 2013-2014  Gaetano Santoniello
- 2014-2015  Gaetano Santaniello
 Giuseppe Acampora
 Carmine Esposito
- 2015-2016  Angelantonio Galluccio
 Franco Fabiano
- 2016-2017  Mauro Agovino
- 2017-2018  Pompilio Cusano
 Stefano Liquidato
- 2018-2019  Stefano Liquidato (1ª-6ª)
 Antonio De Sarno (7ª-20ª)
 Stefano Liquidato (21ª-29ª)
 Marco Mazzone (30ª-34ª)
- 2019-2020  Gianluca Esposito
- 2020-2021  Luigi Pezzella (1ª-4ª)
 Rosario Campana (5ª-29ª)
 Gaetano Fasano (30ª-34ª)
- 2021-2022  Alfonso De Lucia (1ª-7ª)
 Paolino Barone(8ª-12ª)
 Antonio De Stefano (13ª-24ª)
 Carmelo Condemi (25ª-38ª)
- 2022-2023  Antonio Rogazzo (1ª-8ª)
 Giovanni Cavallaro (9ª-19ª)
 Giuseppe Ferazzoli (20ª-34ª e spareggio)
- 2023-2024  Luigi Sanchez (1ª-27ª)
 Pasquale Iuliano (28ª-30ª)
 Karel Zeman (31ª-34ª e play-off)
- 2024-2025  Francesco Farina (1ª-14ª)
 Karel Zeman (15ª-23ª)
 Carmelo Condemi (24ª-28ª)
 Paolino Barone(29ª-34ª più Play-off)
- 2025-2026  Domenico Giampà

- 1910-1916  Attilio Carrella
- 1916-1919  Guglielmo Avolio
- 1919-1920  Ugo Milo
- 1921-1924  Ignazio Allegro
- 1924-1925  Pasquale Spampanato
- 1925-1927  Domenico Clemente Napolitano
- 1927-1928  Luigi Colangeli
- 1929-1931  Celestino De Sena
- 1931-1932  Paolino De Serra
- 1932-1933  Carmine Napolitano
- 1933-1934  Raffaele Angelillo
- 1934-1937  Carmine Napolitano
- 1937-1938  Costantino Cutolo
- 1938-1939  Carmine Masullo
- 1939-1941  Saverio Erminio
- 1941-1942  ing. D'Alessandro
- 1942-1943  Felice Avella
- 1944-1945  Federico Sallustro
- 1945-1946  Luigi Avella
- 1946-1947  Nicola Franzese
- 1947-1948  Vincenzo De Cappellano
- 1948  Antonio Minieri
- 1948-1949  Pasquale Fino
- 1949-1950  Nello Malvento
- 1951-1956  Luigi Avella
- 1956-1957  Vincenzo Capezzuto
- 1957-1960  Aniello Francesco Allocca
- 1960-1963  Raffaele Allocca
- 1963-1968  Giuseppe Pollicino
- 1968-1972  Salvatore Lezza
- 1972-1974  Antonio Sibilla
- 1974-1975  Francesco Taurisano
- 1975-1977  Mario Tulimiero
- 1977-1981  Giuseppe Tripaldi
- 1981-1982  Gennaro Iorio
- 1982-1983  Vincenzo Bussone
- 1983-1986  Aniello Taurisano
- 1986-1987  Salvatore Ruoppo
- 1987-1988  Luigi Napolitano
- 1988-1989  Vittorio Allocca
- 1989-1990  Aniello Taurisano
- 1990-1991  Francesco Napolitano
- 1991-1996  Mario Felice Nusco
- 1996-1997  Aldo Della Gala
- 1998-2000  Michelangelo Fusco
- 2000-2002  Pasquale Mazzeo
- 2002-2003  Francesco Ruggiero
- 2003-2004  Nuccio Allocca
- 2004-2005  Carmelo Martinez
- 2005-2007  Aniello Manzi
- 2007-2009  Gianfranco Visone
- 2009-2011  Luigi Giannatiempo
- 2011-2012  Giuseppe Giugliano
- 2012-2013  Rosario Gaglione
- 2013-2017  Aniello Francesco Allocca, Roberta Della Gala
- 2017-2018  Ignazio Avella
- 2018-2021  Alfonso De Lucia
- 2021-2023  Luigi Nappi
- 2023-2025  Giuseppe Langella

## Palmarès

### Competizioni nazionali
- Coppa Italia Dilettanti: 1

2000-2001

### Competizioni regionali
- Eccellenza

2009-2010 (Girone A Campania)
- Coppa Italia Dilettanti Campania: 1

2000-2001
- Promozione: 2

1956-1957 (Girone B Campania-Molise), 1973-1974 (Girone B Campania-Molise)
- Prima Divisione: 2

1945-1946, 1954-1955
- Seconda Divisione Campania: 1

1934-1935
- Terza Divisione Campania: 1

1933-1934
- Seconda Categoria Campania: 1

2004-2005
- Prima Categoria Campania: 1

2005-2006

### Competizioni giovanili
- : Campionato Italiano "Berretti" Juniores:1

1993-1994
- Coppa Italia cat. "Allievi"

1995-1996

### Altre competizioni
- Campionato Italiano meridionale U.L.I.C.: 1

Campione Italiano meridionale nel 1925

### Altri piazzamenti
- Serie C2:

Secondo posto: 1989-1990 (girone D)
Terzo posto: 1985-1986 (girone D)
- Campionato Interregionale:

Secondo posto: 1983-1984 (girone H), 1984-1985 (girone I)
- Eccellenza:

Terzo posto: 2007-2008 (girone A), 2008-2009 (girone A), 2023-2024 (girone A)
- Promozione:

Secondo posto: 2015-2016 (girone A)
Terzo posto: 2006-2007 (girone C)
- Coppa Italia Dilettanti Campania:

Finalista: 2017-2018, 2024-2025

### Onorificenze
- 1974: insignito della stella di bronzo del C.O.N.I. per meriti sportivi[39]

## Statistiche e record

### Partecipazioni ai campionati
| Livello | Categoria                                     | Partecipazioni | Debutto   | Ultima stagione | Totale |
| ------- | --------------------------------------------- | -------------- | --------- | --------------- | ------ |
| 2º      | Prima Divisione                               | 1              | 1928-1929 | 1928-1929       | 1      |
| 3º      | Serie C                                       | 1              | 1946-1947 | 1946-1947       | 7      |
| 3º      | Serie C1                                      | 6              | 1990-1991 | 1995-1996       | 7      |
| 4º      | Seconda Divisione                             | 3              | 1929-1930 | 1934-1935       | 22     |
| 4º      | Campionato Interregionale - Seconda Categoria | 1              | 1957-1958 | 1957-1958       | 22     |
| 4º      | Campionato Interregionale                     | 1              | 1958-1959 | 1958-1959       | 22     |
| 4º      | Serie D                                       | 12             | 1959-1960 | 2025-2026       | 22     |
| 4º      | Serie C2                                      | 5              | 1985-1986 | 1989-1990       | 22     |
| 5º      | Serie D                                       | 7              | 1978-1979 | 2012-2013       | 12     |
| 5º      | Campionato Interregionale                     | 4              | 1981-1982 | 1984-1985       | 12     |
| 5º      | Campionato Nazionale Dilettanti               | 1              | 1997-1998 | 1997-1998       | 12     |

#### Campionati regionali
- una Terza Divisione CRC (1924-1925)
- due Terza Divisione DRC (1932-1934)
- sei Prima Divisione (fra il 1935 e il 1946)
- nove Promozione (fra il 1955 e il 1974), (2006-2007), (2014-2016)
- due Prima Categoria (1961-1962) (2005-2006)
- dodici in Eccellenza (1996-1997), (1998-2001), (2007-2010), (2016-2018), (2023-2025)
- una Seconda Categoria (2004-2005)

## Tifoseria

### Storia
I primi gruppi organizzati a Nola nacquero sul finire degli anni ottanta. Nel 1988 si formarono i gruppi Impero Bianconero, Brigate, Fedayn, Rebels & Demon's, Indians e Nasty Boys.
Successivamente nel 2002 si formarono i gruppi Vecchia Militanza Nola e Nucleo Scozia.

Nel 2008 è nato il gruppo Essepienne dall'unione dei gruppi Nolani e Del Nola Ultras. Nel gruppo Essepienne erano presenti vari sottogruppi. Altri gruppi che fanno parte della tifoseria bianconera sono i Cattivi Casual e nel 2018 il ritorno della Vecchia Militanza Nola. Nel novembre 2021 il gruppo Essepienne ha annunciato il proprio scioglimento ed il nuovo gruppo portante, fondato poco dopo, è diventato il Nola non omologata.

### Gemellaggi e rivalità
Il tifo organizzato nolano è legato da salde amicizie alle tifoserie di Sora, Fondi, Savoia  e Audace Cerignola, inoltre un rapporto di reciproco rispetto si registra con le curve della Palmese.
Le rivalità più sentite sono quelle con le tifoserie dell’Afragolese, dell’Acerrana, dell'Avellino, della Casertana e della Turris. Va ricordata anche quella con la Juve Stabia, con cui in passato vi era un forte gemellaggio sciolto in seguito ad alcune aggressioni subite dai nolani da parte degli stabiesi. Inimicizie minori si hanno con Palermo Cosenza, Nocerina, Chieti, Boys Caivanese ed Ercolanese. Nel 2018 si sono verificati scontri con la tifoseria del Costa d'Amalfi.